# Бобровська сільська рада (Шипуновський район)
Бобро́вська сільська рада (рос. Бобровский сельский совет) — сільське поселення у складі Шипуновського району Алтайського краю Росії.
Адміністративний центр — село Бобровка.

## Населення
Населення — 907 осіб (2019; 949 в 2010, 1083 у 2002).

## Склад
До складу сільської ради входять:
| Населений пункт   | Населення, осіб (2002) | Населення, осіб (2010) |
| ----------------- | ---------------------- | ---------------------- |
| Березовка, селище | 138                    | 75                     |
| Бобровка, село    | 945                    | 874                    |